# Neochordodes occidentalis
Neochordodes occidentalis är en tagelmaskart som först beskrevs av Montgomery 1898.  Neochordodes occidentalis ingår i släktet Neochordodes och familjen Chordodidae. Inga underarter finns listade i Catalogue of Life.